# Vajda László (filmrendező)
Vajda László, külföldön Ladislao Vajda (Budapest, Erzsébetváros, 1906. augusztus 18. – Barcelona, 1965. március 25.) filmrendező, vágó, forgatókönyvíró, művészeti vezető. Munkássága Európa-szerte ismert. Apja Vajda László rendező, forgatókönyvíró. Unokatestvére Vidor Andor operatőr, vágó. Nagynénje Vajda Piroska színésznő.

## Életpályája
Vajda László és Weisz Laura fia. Tanulmányait Budapesten 1922-től Bécsben és Berlinben folytatta, majd segédoperatőr és vágó lett. 1935-ben hazatért Budapestre és filmrendezőként dolgozott. 1939-től Franciaországban, 1940-től Olaszországban élt, majd 1942-ben Spanyolországban telepedett le. 1959-től Nyugat-Németországban működött. Biztos technikájú, jó felkészültségű rendező volt, aki – különösen a könnyed, szórakoztató műfajban – a szakmai tudás és a közönségigény összeegyeztetésével igen sikeres filmeket készített.

## Filmjei

### Rendező
- Where Is This Lady? (1932)
- Megölöm ezt a Hacsekot! (1932, rövidfilm)
- Love on Skis (1933)
- Halló, Budapest (1935)
- Ember a híd alatt (1936)
- Szenzáció! (1936, Székely Istvánnal)
- Wings Over Africa (1936)
- Haut comme trois pommes (1936)
- Három sárkány (1936)
- Az én lányom nem olyan (1937)
- A kölcsönkért kastély (1937)
- Wife of General Ling (1937)
- Magdát kicsapják (1937-38)
- Döntő pillanat (1938)
- Fekete gyémántok (1938)
- Péntek Rézi (1938)
- Where Is This Lady? (1932)
- La zia smemorata (1940)
- Giuliano de’ Medici (1941)
- Se vende un palacio (1943)
- Te quiero para mí (1944)
- Doce lunas de miel (1944)
- El testamento del virrey (1944)
- Cinco lobitos (1945)
- O Diabo São Elas (1945)
- A negyed (Barrio, 1947)
- Viela, Rua Sem Sol (1947)
- Três Espelhos (1947)
- Call of the Blood (1948)
- The Golden Madonna (1949)
- The Woman with No Name (1950)
- Sin uniforme (1950)
- Séptima página (1951)
- Ronda española (1952)
- Doña Francisquita (1952)
- Carne de horca (1953)
- Aventuras del barbero de Sevilla (1954)
- Marcelino, kenyér és bor (1955)
- A torreádor (Mi tío Jacinto, 1956)
- Tarde de toros (1956)
- Egy angyal szállt le Brooklynban (Un angel paso por Brooklyn, 1957)
- Az ígéret - Fényes nappal történt (Es geschah am hellichten Tag, 1958)
- Aki átmegy a falon (Ein Mann geht durch die Wand, 1959)
- María, matrícula de Bilbao (1960)
- Der Lügner (1961)
- Die Schatten werden länger (1961)
- Das Feuerschiff (1963)
- Egy majdnem rendes lány (Una chica casi formal, 1963)
- La dama de Beirut (1965)

### Vágó
- Koldusdiák (1931)
- Gyönyörök országa (1931)
- Boldog szívek (1932)
- Volt egyszer egy keringő (1932)
- Bál a Savoyban (1935)
- Café Moszkva (1936)

### Forgatókönyvíró
- Masamód (1920)
- Die Czardasfürstin (1927)
- Tarakanova (1930)
- Ember a híd alatt (1936, Indig Ottóval)
- La principessa Tarakanova (1938)
- La zia smemorata (1940)
- The Woman with No Name (1950)
- Doña Francisquita (1952)
- The Story of Three Loves (1953)
- Marcelino, kenyér és bor (1955)
- A torreádor (Mi tío Jacinto, 1956)
- Egy angyal szállt le Brooklynban (Un angel paso por Brooklyn, 1957)
- Az ígéret - Fényes nappal történt (Es geschah am hellichten Tag, 1958)
- María, matrícula de Bilbao (1960)
- Die Schatten werden länger (1961)
- La dama de Beirut (1965)

### Producer
- Döntő pillanat (1938, Hamza D. Ákossal és Körner Mihállyal)
- Egy angyal szállt le Brooklynban (Un angel paso por Brooklyn)

### Művészeti vezető
- A hölgy egy kissé bogaras (1938)
- Rozmaring (1938)

### Színész
- Sin uniforme (1950) – Asesini